# Allodia rindeni
Allodia rindeni är en tvåvingeart som beskrevs av Kjaerandsen 2007. Allodia rindeni ingår i släktet Allodia och familjen svampmyggor. Arten är reproducerande i Sverige. Inga underarter finns listade i Catalogue of Life.